# Nekrolog 1386
Nekrolog
◄◄
| ◄
| 1382
| 1383
| 1384
| 1385
| 1386 | 1387 | 1388 | 1389 | 1390 | ► | ►►
Weitere Ereignisse | Allgemeiner Nekrolog 1386
Die Beschreibung der verstorbenen Person sollte so kurz wie möglich gehalten sein und nur deren signifikante Tätigkeit(en) enthalten.
Neue Namen ggf. auch unter dem Geburts- und Sterbedatum, also etwa unter 1. Januar und im Geburts- und Sterbejahr (2024) eintragen (nur bei entsprechender großer Wichtigkeit). Für Beispiele siehe die schon vorhandenen Artikel.
Außerdem über die fünf zuletzt Verstorbenen, zu denen es einen ausreichend guten Artikel für eine Präsentation auf der Hauptseite gibt, nach der todesbedingten Überarbeitung der Artikel ggf. auch unter Wikipedia Diskussion:Hauptseite informieren und sie am besten auch in den anderen Wikipedia-Sprachversionen eintragen. Tipp: Regelmäßig bei news.google.de nach „ist tot“, „gestorben“ oder „verstorben“ suchen.
Wenn eine Person gestorben ist, gibt es viele Seiten zu dieser Person in der Wikipedia, die davon auch betroffen sind und entsprechend aktualisiert werden müssen. Beispiele: Namenübersichtsseite, Geburtsjahr, Geburtsort-Seiten und viele mehr.
Wie finde ich die betroffenen Seiten?
Im Suchfeld auf der linken Seite gibt man den Suchbegriff so ein: „Vorname Nachname“. Dann klickt man auf Volltext und alle Seiten mit entsprechendem Suchtext werden aufgerufen. Hier sieht man dann schnell, wo auch das Todesjahr Sinn macht oder sogar ein Teil des Artikels angepasst werden muss. Auch hilft das „Werkzeug“ auf der linken Seite sehr gut, um solche Seiten aufzufinden: „Links auf diese Seite“. Somit ist die Wikipedia wieder aktuell in allen Bereichen! Hinweis: bei Eintragung der Kategorie „Gestorben JAHR“ wird der Missbrauchsfilter 49 ausgelöst, was jedoch nicht schlimm ist. Siehe: Spezial:Missbrauchsfilter/49
Dies ist eine Liste von im Jahr 1386 verstorbenen bekannten Persönlichkeiten. Die Einträge erfolgen innerhalb der einzelnen Daten alphabetisch sortiert. Tiere sind im Nekrolog für Tiere zu finden.

## Januar
| Tag        | Name                            | Beruf, bekannt als                                                | Alter | Beleg |
| ---------- | ------------------------------- | ----------------------------------------------------------------- | ----- | ----- |
| 2. Januar  | Tilo von Stobenhain             | Bischof von Samland                                               |       |       |
| 27. Januar | Reinhard von Moirke, der Ältere | deutscher Schöffe und Bürgermeister der Freien Reichsstadt Aachen |       |       |

## Februar
| Tag         | Name      | Beruf, bekannt als                    | Alter | Beleg |
| ----------- | --------- | ------------------------------------- | ----- | ----- |
| 24. Februar | Karl III. | König von Neapel, Ungarn und Kroatien |       |       |

## März
| Tag      | Name      | Beruf, bekannt als             | Alter | Beleg |
| -------- | --------- | ------------------------------ | ----- | ----- |
| 24. März | Johann I. | Graf von Auvergne und Boulogne |       |       |

## April
| Tag       | Name                                     | Beruf, bekannt als                           | Alter | Beleg |
| --------- | ---------------------------------------- | -------------------------------------------- | ----- | ----- |
| 1. April  | James Audley, 3. Baron Audley of Heleigh | englischer Magnat                            | 74    |       |
| 8. April  | Siegfried zum Paradies                   | Politiker und Patrizier in Frankfurt am Main |       |       |
| 27. April | Leonore Teles de Menezes                 | durch Heirat portugiesische Königin          |       |       |

## Mai
| Tag     | Name                  | Beruf, bekannt als                        | Alter | Beleg |
| ------- | --------------------- | ----------------------------------------- | ----- | ----- |
| 30. Mai | Konrad von Geisenheim | deutscher Diplomat und Bischof von Lübeck |       |       |

## Juli
| Tag     | Name                       | Beruf, bekannt als                                         | Alter | Beleg |
| ------- | -------------------------- | ---------------------------------------------------------- | ----- | ----- |
| 9. Juli | Arnold Winkelried          | mythischer Schweizer Held                                  |       |       |
| 9. Juli | Petermann von Gundoldingen | Schultheiss von Luzern                                     |       |       |
| 9. Juli | Leopold III. von Habsburg  | Herzog von Österreich, Steiermark und Kärnten              | 34    |       |
| 9. Juli | Martin Malterer            | deutscher Ritter (Freiburg im Breisgau)                    |       |       |
| 9. Juli | Johann Ochsenstein         | führte die Habsburger als Feldhauptmann unter Leopold III. |       |       |
| 9. Juli | Otto I.                    | Markgraf von Baden-Hachberg (1369–1386)                    |       |       |
| 9. Juli | Peter von Aarberg          | Bannerträger in der Schlacht bei Sempach                   |       |       |
| 9. Juli | Konrad V.                  | Herzog von Teck                                            | 25    |       |
| 9. Juli | Niklaus Thut               | Schultheiss der habsburgischen Stadt Zofingen              |       |       |

## August
| Tag        | Name            | Beruf, bekannt als     | Alter | Beleg |
| ---------- | --------------- | ---------------------- | ----- | ----- |
| 20. August | Bo Jonsson Grip | schwedischer Reichsrat |       |       |

## September
| Tag           | Name                                   | Beruf, bekannt als                                             | Alter | Beleg |
| ------------- | -------------------------------------- | -------------------------------------------------------------- | ----- | ----- |
| 15. September | Roland von Salsomaggiore               | Abkömmling der Adelsfamilie der Medici, Einsiedler und Seliger |       |       |
| 26. September | Walter Fitzwalter, 4. Baron Fitzwalter | englischer Adeliger und Militär                                |       |       |

## Dezember
| Tag          | Name               | Beruf, bekannt als                          | Alter | Beleg |
| ------------ | ------------------ | ------------------------------------------- | ----- | ----- |
| 31. Dezember | Johanna von Bayern | Ehefrau des römisch-deutschen Königs Wenzel |       |       |

## Datum unbekannt
| Tag | Name                       | Beruf, bekannt als                                             | Alter | Beleg |
| --- | -------------------------- | -------------------------------------------------------------- | ----- | ----- |
|     | Gerhard Darsow             | Lübecker Kaufmann und Ratsherr                                 |       |       |
|     | Euphemia de Ross           | Königin von Schottland                                         |       |       |
|     | Agnes von Holstein         | Herzogin von Sachsen-Lauenburg                                 |       |       |
|     | Albert Hoyer               | deutscher Kaufmann und Politiker                               |       |       |
|     | Jonang Chogle Namgyel      | Linienhalter der Jonangpa-Kalachakra-Übertragungslinie         |       |       |
|     | Niphon                     | Patriarch von Alexandria                                       |       |       |
|     | Heinrich von Lammesspringe | deutscher Chronist, Begründer der Magdeburger Schöppenchronik  |       |       |
|     | Tidemann Lemberg           | deutscher Kaufmann                                             |       |       |
|     | Johannes II. Wilcken       | deutscher römisch-katholischer Geistlicher, Bischof von Cammin |       |       |